# Третьяковка (Калининградская область)
Третьяковка — посёлок в Калининградской области России. Входил в состав Добринского сельского поселения в Гурьевском районе.

## История
В 1946 году Даниэлис был переименован в поселок Третьяковку.

## Население
| 2002 | 2010 |
| ---- | ---- |
| 46   | ↘32  |

В 1910 году в Даниэлисе проживало 85 человек.